# Trần Hoài Nam
Trần Hoài Nam (sinh 1970) hiện đang là Kiểm sát viên trung cấp, Viện trưởng Viện kiểm sát nhân dân tỉnh Quảng Nam.

## Tiểu sử
Trần Hoài Nam sinh ngày 30/10/1970. Quê quán tại thị xã Sơn Tây, thành phố Hà Nội.

Ngày 01/8/2018, ông được bổ nhiệm giữ chức vụ Phó Viện trưởng Viện kiểm sát nhân dân thành phố Đà Nẵng. Trong quá trình công tác tại Viện kiểm sát nhân dân thành phố Đà Nẵng, ông Trần Hoài Nam đã được giao phụ trách các lĩnh vực Dân sự, Hình sự, Thanh tra - Khiếu tố. 

Ngày 15/5/2022, ông  được ông Lê Minh Trí - Viện trưởng Viện kiểm sát nhân dân Tối cao ký Quyết định bổ nhiệm giữ chức vụ Viện trưởng Viện kiểm sát nhân dân tỉnh Quảng Nam với nhiệm kỳ 05 năm thay cho người tiền nhiệm Nguyễn Văn Quang.